# Marko Dugandžić
Marko Dugandžić (Osijek, 7 aprile 1994) è un calciatore croato, attaccante del Seoul.

## Caratteristiche tecniche
Centravanti moderno che fa del fisico imponente e del gioco aereo le sue armi principali. Molto bravo nel colpo di testa e nei tiri da fuori, è dotato di un ottimo fiuto del gol e di una ottima velocità.

## Carriera

### Club

#### Oslijek
Cresciuto nelle giovanili dell'Osijek debutta nella stagione 2012-2013 con la prima squadra nella massima serie del campionato croato (collezionando 6 partite) e nei preliminari di UEFA Europa League 2012-2013 giocandone due.
L'anno successivo è titolare nella squadra, e conclude la stagione con 3 reti e 2 assist su 26 partite di campionato e 3 gol e un assist in 4 partite di Hrvatski nogometni kup.L'anno successivo si conclude con 6 presenze.
Le ottime prestazioni attirano gli occhi di molti club dell'estero ma nonostante tutto la stagione successiva rimarrà all'Oslijek fino a gennaio.
Conclude la sua esperienza tra campionato e coppa con 43 partite e 6 reti realizzate.

#### Ternana, Matera, ritorno all'Osijek e Botosani
Il 10 gennaio 2015 passa alla Ternana, squadra militante nella Serie B in prestito con diritto di riscatto fissato a 2,5 milioni di euro, superando la concorrenza di club più rinomati come Fiorentina, Blackburn e Leeds.
Nei primi sei mesi totalizza solo 6 presenze senza incidere minimamente sulla stagione della squadra rossoverde, tranne in modo negativo, quando dopo 5 minuti di gioco si prende un cartellino rosso diretto nella gara contro la Pro Vercelli dopo aver dato una piccola spallata all'arbitro che gli costerà 3 giornate di squalifica.
Viste le prestazioni negative, venendo definito un flop, le due squadre non troveranno un accordo per il riscatto con la Ternana che troverà esagerata la richiesta del club di proprietà, per questo il 1º luglio il calciatore torna in patria.
Il 12 luglio 2015 torna alla Ternana per 850.000 euro, firmando un contratto biennale. Segna il suo primo gol in maglia rossoverde il 9 Agosto in Coppa Italia nella gara contro il Bassano Virtus vinta per 2-0.
Si ripete questa volta in campionato il 7 novembre andando a segno all'88' minuto consegnando la vittoria alle Fere ai danni del Pescara.
L'anno successivo dopo varie proposte dalla Lega Pro rimane a Terni, durante la preparazione estiva a luglio rimedia un infortunio al menisco che lo costringerà a due mesi di stop.
Il 15 luglio 2017 rescinde il proprio contratto con il club umbro per poi accasarsi al Matera in Serie C, dove giocherà 25 partite realizzando 5 reti, a fine stagione non trovando un accordo per la permanenza nella squadra lucana resta svincolato.
Dopo un periodo da svincolato il 29 ottobre 2018 torna a distanza di quattro anni dall'ultima volta nuovamente all'Osijek. Non essendo più tra i titolari gioca solo scampoli di partite in campionato, facendo invece da titolare nella coppa nazionale dove va anche a segno due volte.
Visto lo scarso impiego da parte del club croato, il 28 gennaio passa ai rumeni del Botoșani firmando un contratto biennale.

#### Soči e Cluj
Il 14 ottobre 2020 si accasa ai russi del Soči.
Il 12 gennaio 2022 viene acquistato dal CFR Cluj.

### Nazionale
Debutta con la Nazionale croata nel 2009 giocando 2 partite con l'Under-16 senza riuscire ad andare a segno. Tra il 2012 e il 2013 si alterna tra l'Under-18 dove riesce a segnare ben 8 reti in soli 6 incontri disputati, e l'Under-19  con cui prende parte al Campionato europeo Under-19 2012 giocando titolare raccogliendo in tutto 7 presenze e 5 reti.

## Statistiche

### Presenze e reti nei club
Statistiche aggiornate al 16 febbraio 2024.
| Stagione              | Squadra               | Campionato            | Campionato | Campionato | Coppe nazionali | Coppe nazionali | Coppe nazionali | Coppe internazionali | Coppe internazionali | Coppe internazionali | Altre coppe | Altre coppe | Altre coppe | Totale | Totale |
| Stagione              | Squadra               | Comp                  | Pres       | Reti       | Comp            | Pres            | Reti            | Comp                 | Pres                 | Reti                 | Comp        | Pres        | Reti        | Pres   | Reti   |
| --------------------- | --------------------- | --------------------- | ---------- | ---------- | --------------- | --------------- | --------------- | -------------------- | -------------------- | -------------------- | ----------- | ----------- | ----------- | ------ | ------ |
| 2012-2013             | Osijek                | 1.HNL                 | 6          | 0          | CC              | 0               | 0               | UEL                  | 2                    | 0                    | -           | -           | -           | 8      | 0      |
| 2013-2014             | Osijek                | 1.HNL                 | 26         | 3          | CC              | 4               | 3               | -                    | -                    | -                    | -           | -           | -           | 30     | 6      |
| 2014-gen. 2015        | Osijek                | 1.HNL                 | 6          | 0          | CC              | 1               | 0               | -                    | -                    | -                    | -           | -           | -           | 7      | 0      |
| gen.-giu. 2015        | Ternana               | B                     | 6          | 0          | CI              | -               | -               | -                    | -                    | -                    | -           | -           | -           | 6      | 0      |
| 2015-2016             | Ternana               | B                     | 12         | 1          | CI              | 2               | 1               | -                    | -                    | -                    | -           | -           | -           | 14     | 2      |
| 2016-2017             | Ternana               | B                     | 3          | 0          | CI              | 2               | 0               | -                    | -                    | -                    | -           | -           | -           | 5      | 0      |
| Totale Ternana        | Totale Ternana        | Totale Ternana        | 21         | 1          |                 | 4               | 1               |                      | -                    | -                    |             | -           | -           | 25     | 2      |
| 2017-2018             | Matera                | C                     | 25         | 5          | CI+CIC          | 0+1             | 1               | -                    | -                    | -                    | -           | -           | -           | 26     | 6      |
| 2018-2019             | Osijek II             | 2. HNL                | 2          | 0          | -               | -               | -               | -                    | -                    | -                    | -           | -           | -           | 2      | 0      |
| 2018-2019             | Osijek                | 1.HNL                 | 3          | 0          | CC              | 2               | 2               | UEL                  | -                    | -                    | -           | -           | -           | 5      | 2      |
| 2019-gen. 2020        | Osijek                | 1.HNL                 | 3          | 0          | CC              | 1               | 1               | UEL                  | 1                    | 0                    | -           | -           | -           | 5      | 1      |
| Totale Osijek         | Totale Osijek         | Totale Osijek         | 44         | 3          |                 | 8               | 6               |                      | 3                    | 0                    |             | -           | -           | 55     | 9      |
| gen.-giu. 2020        | Botoșani              | L1                    | 4+9        | 4+4        | CR              | -               | -               | -                    | -                    | -                    | -           | -           | -           | 13     | 8      |
| ago.-ott. 2020        | Botoșani              | L1                    | 5          | 2          | CR              | 0               | 0               | UEL                  | 2                    | 1                    | -           | -           | -           | 7      | 3      |
| Totale Botoșani       | Totale Botoșani       | Totale Botoșani       | 18         | 10         |                 | 0               | 0               |                      | 2                    | 1                    |             | -           | -           | 20     | 12     |
| ott. 2020-2021        | Soči                  | PL                    | 14         | 1          | KR              | 3               | 1               | -                    | -                    | -                    | -           | -           | -           | 17     | 2      |
| 2021-gen. 2022        | Soči                  | PL                    | 4          | 1          | KR              | 0               | 0               | -                    | -                    | -                    | -           | -           | -           | 4      | 1      |
| Totale Soči           | Totale Soči           | Totale Soči           | 18         | 2          |                 | 3               | 1               |                      | -                    | -                    |             | -           | -           | 21     | 3      |
| gen.-giu. 2022        | CFR Cluj              | L1                    | 4+9        | 0+1        | CR              | -               | -               | -                    | -                    | -                    | SR          | -           | -           | 13     | 1      |
| lug. 2022             | CFR Cluj              | L1                    | 1          | 0          | CR              | 0               | 0               | UCL+UECL             | 2+0                  | 0                    | SR          | 1           | 0           | 4      | 0      |
| Totale CFR Cluj       | Totale CFR Cluj       | Totale CFR Cluj       | 14         | 1          |                 | 0               | 0               |                      | 2                    | 0                    |             | 1           | 0           | 17     | 1      |
| 2022-2023             | Rapid Bucarest        | L1                    | 28+9       | 16+6       | CR              | 4               | 0               | -                    | -                    | -                    | -           | -           | -           | 41     | 22     |
| ago.-set. 2023        | Rapid Bucarest        | L1                    | 7          | 6          | CR              | 0               | 0               | -                    | -                    | -                    | -           | -           | -           | 7      | 6      |
| Totale Rapid Bucarest | Totale Rapid Bucarest | Totale Rapid Bucarest | 44         | 28         |                 | 4               | 0               |                      | -                    | -                    |             | -           | -           | 48     | 28     |
| set. 2023-2024        | Al-Tai                | SPL                   | 13         | 1          | KC              | 1               | 0               | -                    | -                    | -                    | -           | -           | -           | 14     | 1      |
| Totale carriera       | Totale carriera       | Totale carriera       | 199        | 51         |                 | 21              | 9               |                      | 7                    | 1                    |             | 1           | 0           | 228    | 61     |

## Palmarès

### Club

#### Competizioni giovanili
- Scirea Cup: 1

Osijek: 2013

#### Competizioni nazionali
- Campionato rumeno: 1

CFR Cluj: 2021-2022

### Individuale
- Capocannoniere del campionato rumeno: 1

2022-2023 (22 gol)